# گوستاو بایر
گوستاو بایر (نروژی: Gustav Bayer; ۲۳ مارس ۱۸۹۵ – ۵ سپتامبر ۱۹۷۷) ژیمناست هنری اهل نروژ بود.